# Almuth Märker
Almuth Märker (* 1. November 1966 in Eisenach) ist eine deutsche Altphilologin, Bibliothekarin und  Wissenschafts-Autorin. Seit 2017 ist sie Kustodin der Papyrus- und Ostraka-Sammlung der Universitätsbibliothek Leipzig.

## Leben, Universitäts-Studien, Promotion, Beruf
Aufgewachsen in Eisenach in Thüringen, besuchte Almuth Märker den altsprachlichen Zweig der dortigen Ernst-Abbe-Oberschule. Nach dem Abitur 1985 studierte sie bis 1990 Klassische Philologie an der Martin-Luther-Universität. Sie studierte u. a. bei Wolfgang Kirsch, der ihr Interesse für Mittellatein weckte.
Es folgten Forschungen zur Geschichte der Universität Erfurt, die Almuth Märker 1993 als Buch veröffentlichte und damit einen wichtigen Impuls gab zur Neugründung der Universität in Thüringens Landeshauptstadt.
An der Universität Göttingen wurde sie 1998 in den Fächern Lateinische Philologie des Mittelalters und der Neuzeit, Mittlere und Neuere Geschichte sowie Latein promoviert. Das Referendariat für den höheren Dienst an Bibliotheken absolvierte sie in Halle (Saale) und Köln. Nach dem zweiten Staatsexamen 2001 übte sie zeitweise eine Lehrtätigkeit an der Universität Jena aus.
Ab 2004 war Almuth Märker am Handschriftenzentrum der Universitätsbibliothek Leipzig, der Albertina, tätig. Sie war Lehrbeauftragte für die Lehrgebiete „Historische Bestände“ und „Bestandserhaltung“ des Studiengangs Bibliotheks- und Informationswissenschaft an der Hochschule für Technik, Wirtschaft und Kultur Leipzig (HTWK). Seit 2017 ist Märker Kustodin der Papyrus- und Ostrakasammlung der Universitätsbibliothek Leipzig.
Märker engagiert sich beruflich im Notfallverbund Leipziger Archive und Bibliotheken, den sie mit ins Leben gerufen hat.

## Ehrenamtliches Engagement an der Thomaskirche Leipzig
Almuth Märker gehörte zum Vorstand der Evangelisch-Lutherischen Kirchgemeinde St. Thomas Leipzig. Sie absolvierte ein Studium im Kirchlichen Fernunterricht, um sich auch auf den Dienst einer ehrenamtlichen Prädikantin in der Evangelisch-lutherischen Landeskirche Sachsens vorzubereiten. Seit 30. Juni 2013 ist sie zur öffentlichen Wortverkündigung berechtigt. Offiziell eingeführt in ihren Dienst wurde Almuth Märker am 1. September 2013.

## Schriften (Auswahl)
- Geschichte der Universität Erfurt. 1392–1816 (= Schriften des Vereins für die Geschichte und Altertumskunde von Erfurt. 1). Böhlau, Weimar 1993, ISBN 3-7400-0814-8.
- Das Prohemium longum des Erfurter Kartäuserkatalogs aus der Zeit um 1475. Edition und Untersuchung (= Lateinische Sprache und Literatur des Mittelalters. 35). 2 Teile. Lang, Berlin u. a. 2008, ISBN 978-3-906769-97-4 (Zugleich: Göttingen, Universität, Dissertation, 1998).

sowie Beteiligung an
- Inka Baumann (Hrsg.): Du hast meine Klage gewendet. Gebete von Frauen. Wolff, Göttingen 1994.